# Boechera oxylobula
Boechera oxylobula är en korsblommig växtart som först beskrevs av Edward Lee Greene, och fick sitt nu gällande namn av William Alfred Weber. Boechera oxylobula ingår i släktet indiantravar, och familjen korsblommiga växter. Inga underarter finns listade i Catalogue of Life.